# Iolanda Tecla da Silveira
Iolanda Tecla da Silveira (Mafra, Santa Catarina, 28 de setembro de 1930), conhecida também pelo pseudônimo Iolanda de Balboa, é uma jornalista, escritora e palestrante brasileira, ocupante da cadeira número 27 da Academia Feminina de Letras do Paraná. Ao longo de sua trajetória acadêmica, estudou Agronomia, Jornalismo, Paisagismo e Ciências Econômicas, mas não concluiu todas as graduações devido a mudanças frequentes de país em razão de seu casamento com um diplomata estrangeiro.

## Carreira
Residiu em diversos países da Europa, América e África. Em Angola, onde viveu por 16 anos, atuou como jornalista nos principais jornais de Luanda. Foi diretora da revista Mundo Verde Azul, especializada em paisagismo residencial, além de articulista e repórter da Revista de Angola. Também integrou o grupo literário angolano Elos como sua única representante feminina e participou de programas gravados da Rádio Clube de Angola.
Fundou a Liga dos Amigos da Criança, instituição benemérita da qual foi presidente enquanto residiu no país. Como voluntária da Cruz Vermelha Portuguesa em Luanda, integrou a Comissão de Cultura e Propaganda, foi chefe dos serviços informativos da instituição por mais de dez anos, além de atuar como socorrista e instrutora de primeiros socorros no mesmo período. Em reconhecimento aos seus serviços, recebeu a Placa de Prata por Altos Serviços da Cruz Vermelha.

## Produção literária
Iolanda Tecla da Silveira publicou romances, ensaios e contos no Brasil e em Angola. Seu romance A Noite da Nossa Angústia (Editora Argos - Luanda, 1962) foi um best-seller à época de sua publicação, com duas edições esgotadas em poucas semanas e exemplares em bibliotecas de Portugal. Seu nome foi incluído na lista Women Writing Africa, organizada pela University of Wollongong, na Austrália. Obras de sua autoria também fazem parte do acervo da Bibliothèque de l'Université Laval, no Pavilhão Jean-Charles Bonenfant, em Quebec, Canadá. Além disso, participou de diversas antologias da Feira do Poeta, em Curitiba.

## Reconhecimento e atividades culturais
Atuante na cena cultural, é membro do Centro de Letras do Paraná e do Centro Paranaense Feminino de Cultura, onde ocupa o cargo de 2ª Bibliotecária para o biênio 2024-2026. Também integrou a Academia Feminina de Letras do Paraná, onde exerceu as funções de 1ª Secretária (2020-2022), 2ª Secretária (2022-2024) e 2ª Vice-Presidente (2024-2026). Recebeu diversas homenagens da Câmara Municipal de Curitiba, incluindo a Medalha de Honra ao Mérito na área da Literatura, Votos de Louvor e Congratulações e Votos de Congratulações e Aplausos.
Literariamente, também utiliza o sobrenome Balboa (Iolanda de Balboa), identidade com a qual assinou seus primeiros livros.

## Publicações
- A Noite da Nossa Angústia – romance (1962)
- O Cordeiro da Meia Noite – romance
- Com um Gato no Colo – romance
- O que Você Leva aí? – contos
- De Salto Alto nas Pedras – romance
- A Bíblia Segundo a Escrava Agar – ensaio (2001)
- Angola Para Sempre – romance histórico (2006)
- Profecias do Fim do Mundo, Erros e Acertos – profecias (2011)
- Voltar a Ser Negro – romance (2013)
- Além dos Sentidos – ensaio (2015)
- O Islã no Vaticano – ensaio (2017)